# Desa Ngestiharjo (administrativ by i Indonesien, lat -7,90, long 110,13)
Desa Ngestiharjo är en administrativ by i Indonesien.   Den ligger i provinsen Yogyakarta, i den västra delen av landet, 400 km sydost om huvudstaden Jakarta.